# Außenwelt
Mit Außenwelt wird im allgemeinen Sprachgebrauch alles bezeichnet, was sich außerhalb eines begrenzten Bereichs befindet, der von einer bestimmten Person oder Gruppe als ihre Innenwelt oder als ihr relativ isolierter Aufenthalts- oder Interessenbereich betrachtet wird. Beispielsweise spricht man von der Außenwelt eines Staates oder davon, dass eine Gruppe von Menschen durch ein Naturereignis von der Außenwelt abgeschnitten ist. Oft wird alles, was außerhalb des eigenen Körpers ist, als Außenwelt betrachtet und bezeichnet.
Insbesondere in philosophischen Texten wird oft als Außenwelt die Gesamtheit der Gegenstände und Tatsachen bezeichnet, die nicht dem Bewusstsein eines wahrnehmenden Subjekts angehören, im Gegensatz zur Innenwelt, welche die mentalen Vorgänge und Zustände des wahrnehmenden Subjekts umfasst. Im Sinne dieses Verständnisses wird auch der eigene Körper des wahrnehmenden Subjekts von diesem, insoweit er Objekt der Sinneswahrnehmung ist, der Außenwelt zugerechnet. Ob und inwieweit Vorstellungen über die Außenwelt die Realität widerspiegeln oder angemessen repräsentieren, wird in der Philosophie im Rahmen der Erkenntnistheorie und der Philosophie des Geistes, in der Wahrnehmungspsychologie sowie unter naturwissenschaftlichen Gesichtspunkten in der Physiologie und in der Biologie unter dem Aspekt der Wahrnehmung kontrovers diskutiert.
Die Frage nach der Realität der sinnlich wahrnehmbaren Außenwelt wurde bereits im Höhlengleichnis Platons erörtert. Sie ist auch das Thema von Gedankenexperimenten wie beispielsweise dem Argument vom Gehirn im Tank bei Hilary Putnam oder in dem modernen Science-Fiction-Film Matrix.